# Copa Libertadores 2013/Runda wstępna
Runda wstępna Copa Libertadores 2013

## Mecze rundy wstępnej
| Drużyna 1                            | Wynik dwumeczu | Drużyna 2         | Pierwszy mecz | Drugi mecz |
| ------------------------------------ | -------------- | ----------------- | ------------- | ---------- |
| Deportivo Anzoátegui                 | 1:5            | Tigre             | 1:2           | 0:3        |
| Grêmio Porto Alegre                  | 1:1 (k.5-4)    | LDU Quito         | 0:1           | 1:0        |
| Universidad César Vallejo            | 1:2            | Tolima Ibagué     | 0:1           | 1:1        |
| Olimpia                              | 2:0            | Defensor Sporting | 0:0           | 2:0        |
| Club Bolívar                         | 4:8            | São Paulo FC      | 0:5           | 4:3        |
| Deportes Iquique                     | 2:2(k.4-2)     | León              | 1:1           | 1:1        |
| Po lewej gospodarz pierwszego meczu. |                |                   |               |            |

## 1/32 finału: Runda wstępna
| 22 stycznia 2013 20:15 UTC-3 | Tigre · Peñalba 66' · Leguizamón 76' | 2 – 10-1 | Deportivo Anzoátegui · Caggiano 38' | Estadio José Dellagiovanna, Victoria · Sędzia: Carlos Amarilla ( Paragwaj) |
|                              |                                      |          |                                     |                                                                            |

| 29 stycznia 2013 17:45 UTC−4:30 | Deportivo Anzoátegui | 0 – 30-1 | Tigre · Botta 8' · Santander 74' · Maggiolo 88' | Estadio José Antonio Anzoátegui, Puerto la Cruz · Sędzia: Martín Vázquez ( Urugwaj) |
|                                 |                      |          |                                                 |                                                                                     |

Wynik łączny: 5-1

Awans: Tigre
| 23 stycznia 2013 19:00 UTC−5 | LDU Quito · Feraud 76' | 1 – 00-0 | Grêmio | Estadio Casa Blanca, Quito · Sędzia: Wilmar Roldán ( Kolumbia) |
|                              |                        |          |        |                                                                |

| 30 stycznia 2013 22:00 UTC−2                                     | Grêmio · Elano 62' | 1 – 0 k. 5-40-0                                      | LDU Quito | Arena do Grêmio, Porto Alegre · Widzów: 41.461 · Sędzia: Saúl Laverni ( Argentyna) |
|                                                                  |                    |                                                      |           |                                                                                    |
|                                                                  |                    | Rzuty karne                                          |           |                                                                                    |
| André Lima · Saimon · Willian José · Pará · Vargas · Alex Telles |                    | Saritama · Vitti · Reasco · Vélez · Canuto · Morante |           |                                                                                    |

Wynik łączny: 1-1

Awans: Grêmio
| 24 stycznia 2013 19:15 UTC−5 | Deportes Tolima · Leichtweis 58' | 1 – 00-0 | Universidad César Vallejo | Estadio Manuel Murillo Toro, Ibagué · Sędzia: Juan Soto ( Wenezuela) |
|                              |                                  |          |                           |                                                                      |

| 31 stycznia 2013 19:45 UTC−5 | Universidad César Vallejo · Quinteros 45' | 1 – 11-0 | Deportes Tolima · Monsalvo 86' | Estadio Mansiche, Trujillo · Sędzia: Leandro Vuaden ( Brazylia) |
|                              |                                           |          |                                |                                                                 |

Wynik łączny: 2-1

Awans: Deportes Tolima
| 24 stycznia 2013 20:00 UTC−2 | Defensor Sporting | 0 – 0 | Olimpia | Estadio Luis Franzini, Montevideo · Sędzia: Diego Abal ( Argentyna) |
|                              |                   |       |         |                                                                     |

| 31 stycznia 2013 19:15 UTC−3 | Olimpia · Ferreyra 35' · Aranda 60' | 2 – 01-0 | Defensor Sporting | Estadio Defensores del Chaco, Asunción · Sędzia: Héber Lopes ( Brazylia) |
|                              |                                     |          |                   |                                                                          |

Wynik łączny: 2-0

Awans: Olimpia
| 23 stycznia 2013 22:00 UTC−2 | São Paulo FC · Osvaldo 8' · Luís Fabiano 21', 45+2' · Jádson 60' · Rogério Ceni 63' (k.) | 5 – 03-0 | Bolívar | Estádio do Morumbi, São Paulo · Widzów: 41.838 · Sędzia: Roberto Silvera ( Urugwaj) |
|                              |                                                                                          |          |         |                                                                                     |

| 30 stycznia 2013 20:00 UTC−4 | Bolívar · Ferreira 38', 75' (k.) · Cabrera 59', 69' | 4 – 31-3 | São Paulo FC · Luís Fabiano 2' · Jádson 16' · Osvaldo 35' | Estadio Hernando Siles, La Paz · Sędzia: Wilmar Roldán ( Kolumbia) |
|                              |                                                     |          |                                                           |                                                                    |

Wynik łączny: 8-4

Awans: São Paulo
| 22 stycznia 2013 19:45 UTC−6 | León · Maz 88' | 1 – 10-1 | Iquique · Díaz 4' | Estadio León, León · Sędzia: Héber Lopes ( Brazylia) |
|                              |                |          |                   |                                                      |

| 29 stycznia 2013 22:00 UTC−3                     | Iquique · Díaz 58' (k.) | 1 – 1 k. 4-20-0                       | León · Arrechea 47'] | Estadio Tierra de Campeones, Iquique · Sędzia: Antonio Arias ( Paragwaj) |
|                                                  |                         |                                       |                      |                                                                          |
|                                                  |                         | Rzuty karne                           |                      |                                                                          |
| Zenteno · Villalobos · Ereros · Grabinski · Díaz |                         | Burbano · Montes · Vázquez · Arrechea |                      |                                                                          |

Wynik łączny: 2-2

Awans: Iquique